# Nävergöl
Nävergöl är en sjö i Oskarshamns kommun i Småland och ingår i Marströmmens huvudavrinningsområde. Sjön är 7,5 meter djup, har en yta på 0,08 kvadratkilometer och befinner sig 34,7 meter över havet.